# Hiroki Moriya
Hiroki Moriya (Tóquio, 16 de outubro de 1990) é um tenista profissional japonês.